# Pickens County (Georgia)
Das Pickens County ist ein County im Bundesstaat Georgia der Vereinigten Staaten. Der Verwaltungssitz (County Seat) ist Jasper.

## Geographie
Das County liegt im Norden von Georgia, ist etwa 60 km von der Nordgrenze von Tennessee sowie von North Carolina und im Westen etwa 100 km von Alabama entfernt. Es hat eine Fläche von 603 Quadratkilometern, wovon zwei Quadratkilometer Wasserfläche sind, und grenzt im Uhrzeigersinn an folgende Countys: Dawson County, Cherokee County, Gordon County und Gilmer County.
Das County ist Teil der Metropolregion Atlanta.

## Geschichte
Pickens County wurde am 5. Dezember 1853 als 100. County in Georgia aus Teilen des Cherokee County und des Gilmer County gebildet. Benannt wurde es nach Andrew Pickens, einem General im Revolutionskrieg.

## Demografische Daten

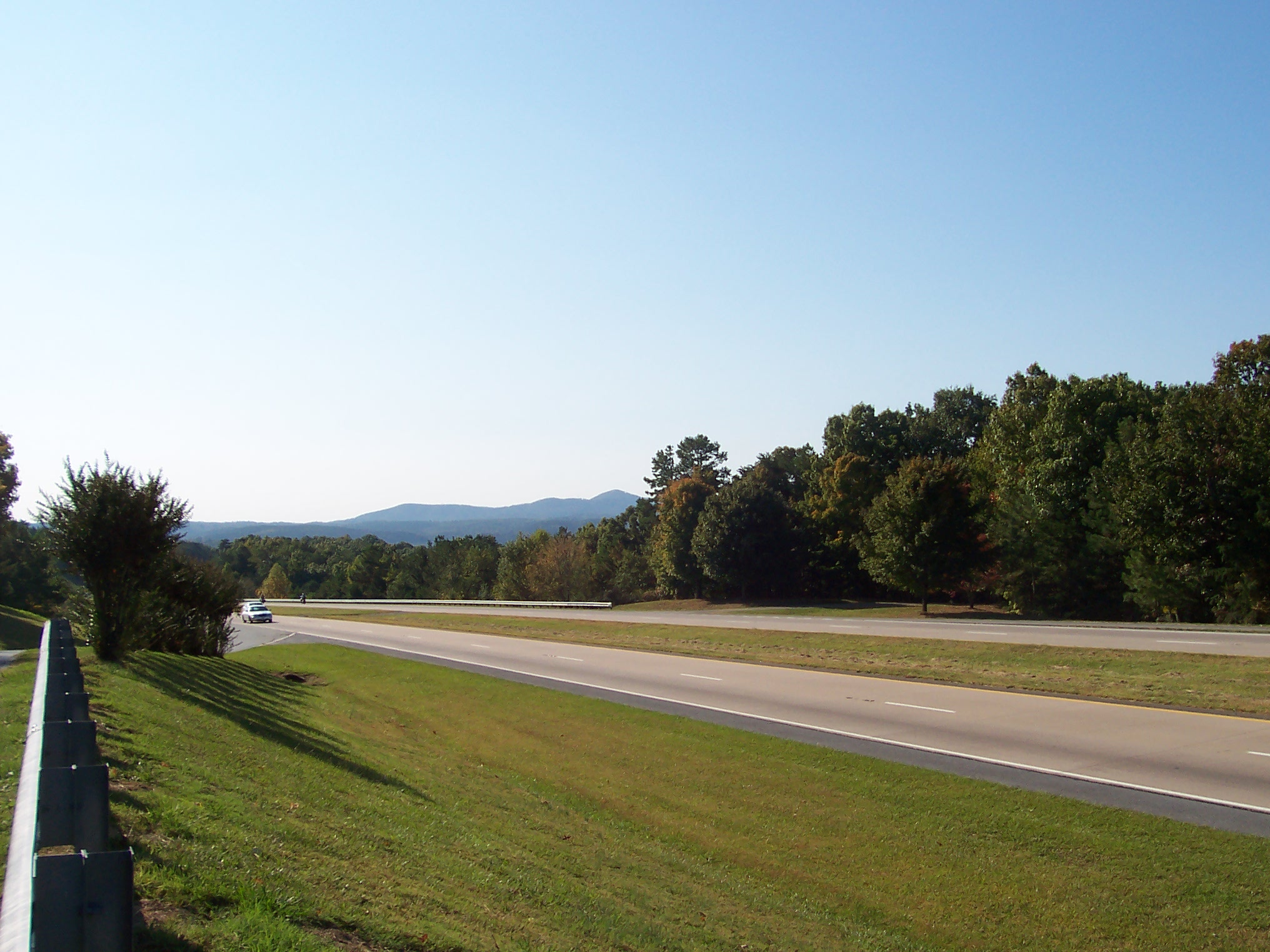
Die Georgia State Routes 5 und 515 im Norden des Countys

Laut der Volkszählung von 2010 verteilten sich die damaligen 29.431 Einwohner auf 11.291 bewohnte Haushalte, was einen Schnitt von 2,57 Personen pro Haushalt ergibt. Insgesamt bestehen 13.692 Haushalte.
74,6 % der Haushalte waren Familienhaushalte (bestehend aus verheirateten Paaren mit oder ohne Nachkommen bzw. einem Elternteil mit Nachkomme) mit einer durchschnittlichen Größe von 2,97 Personen. In 32,1 % aller Haushalte lebten Kinder unter 18 Jahren sowie in 29,8 % aller Haushalte Personen mit mindestens 65 Jahren.
24,8 % der Bevölkerung waren jünger als 20 Jahre, 22,2 % waren 20 bis 39 Jahre alt, 28,9 % waren 40 bis 59 Jahre alt und 24,2 % waren mindestens 60 Jahre alt. Das mittlere Alter betrug 42 Jahre. 49,1 % der Bevölkerung waren männlich und 50,9 % weiblich.
95,7 % der Bevölkerung bezeichneten sich als Weiße, 1,1 % als Afroamerikaner, 0,3 % als Indianer und 0,4 % als Asian Americans. 1,3 % gaben die Angehörigkeit zu einer anderen Ethnie und 1,2 % zu mehreren Ethnien an. 2,8 % der Bevölkerung bestand aus Hispanics oder Latinos.
Das durchschnittliche Jahreseinkommen pro Haushalt lag bei 56.769 USD, dabei lebten 10,3 % der Bevölkerung unter der Armutsgrenze.

## Orte im Pickens County
Orte im Pickens County mit Einwohnerzahlen der Volkszählung von 2010:
Cities:
- Jasper (County Seat) – 3684 Einwohner
- Nelson – 1314 Einwohner

Town:
- Talking Rock – 64 Einwohner

## Wirtschaft
In Pickens County befinden sich Lagerstätten für Marmor. Der dort abgebaute weiße Marmor wurde unter anderem für den Bau des Lincoln Memorials in Washington, D.C. verwendet. In dem Ort Jasper findet jedes Jahr im Oktober das so genannte Georgia Marble Festival statt. Dort befindet sich auch der 1949 erbaute Sitz des Countys, dessen Fassade ebenfalls aus Marmor besteht.